# Делительная головка

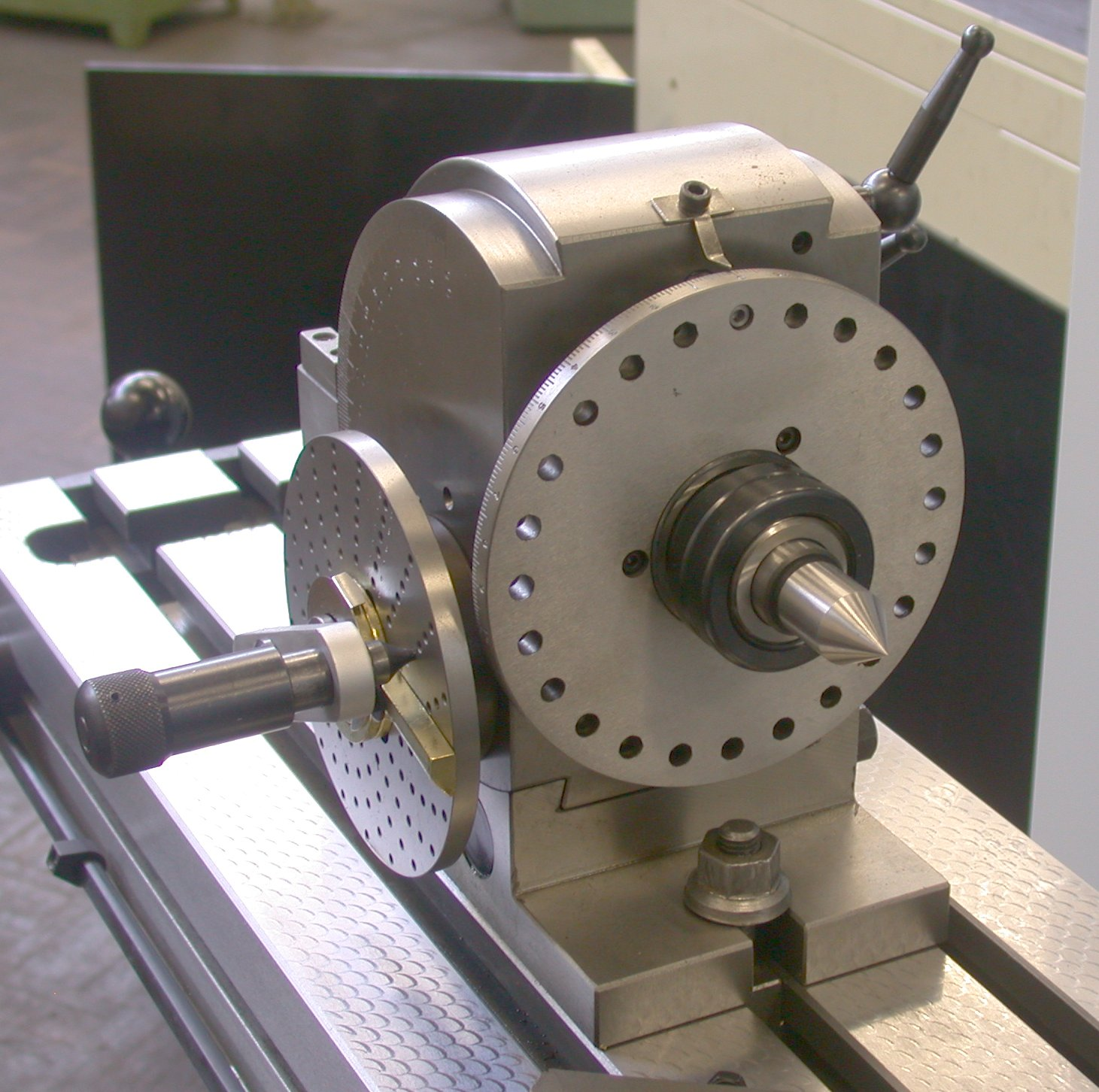
Делительная головка на фрезерном станке

Делительная головка — горизонтальное станочное приспособление, является важной принадлежностью фрезерных и координатно-расточных станков. Применяется для периодического поворота заготовки (деление) на равные или неравные углы, например при нарезании зубьев, фрезерования многогранников, впадин между зубьями колёс, канавок режущих инструментов; для более точного перемещения стола (например, при изготовлении зубчатых реек) и т. п., а также для беспрерывного вращения заготовки согласованно с продольной (осевой) подачей (например, при нарезании спиральных канавок у свёрл, зенкеров и т. п., или при фрезеровании косозубых зубчатых колёс). Заготовки закрепляются в патроне, длинные — с упором центра задней бабки и использованием люнета.

## Виды делительных головок
- Простые (непосредственного деления)
- Универсальные
- Оптические (для особо точных работ).

## Методы деления

### Непосредственное деление
Непосредственное деление производится поворотом заготовки делительным диском без промежуточного механизма. Непосредственное деление осуществляется на упрощенных и оптических делительных головках, а также лобовым делительным диском на универсальных делительных головках.

### Простое деление
Метод деления при котором отсчет производится по неподвижному делительному диску, а деление производится рукояткой, связанной со шпинделем делительной головки через червячную передачу, называется простым делением. Простое деление осуществляется на универсальных делительных головках боковым делительным диском.

### Комбинированное деление
При комбинированном делении поворот головки складывается из поворота рукоятки головки относительно неподвижного делительного диска и поворота самого диска вместе с рукояткой относительно штифта заднего фиксатора на универсальной делительной головке.

### Дифференциальное деление
Метод деления, при котором требуемый поворот шпинделя делительной головки получается как совокупность двух поворотов — поворота рукоятки относительно делительного диска и поворота самого диска, принудительно от шпинделя через систему зубчатых колес называют дифференциальным делением. Дифференциальное деление осуществляется на универсальных делительных головках, для чего они снабжаются комплектом сменных зубчатых колес.

### Непрерывное деление
Непрерывное деление используется при фрезеровании винтовых и спиральных канавок и осуществляется на универсальных или оптических делительных головках с кинематической связью шпинделя головки и винта продольной подачи фрезерного стола.

## Маркировка делительных головок

### Маркировка универсальных делительных головок
При маркировке универсальных используются следующие обозначения (на примере УДГ-40-Д250):
- УДГ — сокращенное название делительной головки, то есть в данном случае это Универсальная Делительная Головка
- 40 — Передаточное число.(1 полный оборот шпинделя УДГ за 40 полных оборотов ручки)
- Д250 — наибольший диаметр обрабатываемой детали

### Маркировка оптических делительных головок
Маркировка оптических делительных головок расшифровывается следующим образом (на примере ОДГ-5):
- ОДГ — оптическая делительная головка
- 5 — ц.д., в секундах (то есть в данном случае 5 секунд)